# 아시지로촌
아시지로촌(足白村)은 일본 후쿠오카현 가호군에 설치되었던 촌이다. 현재의 가마시의 일부에 해당한다.